# Resentment (Kesha)
Resentment è un singolo della cantautrice statunitense Kesha, pubblicato il 12 dicembre 2019 come terzo estratto dal quarto album in studio High Road per il mercato australiano.

## Video musicale
Il video musicale è stato pubblicato in concomitanza con l’uscita del brano.